# Француска улица (Београд)
| ФРАНЦУСКА · улица | ФРАНЦУСКА · улица             |
| ----------------- | ----------------------------- |
|                   |                               |
| Општина           | Стари град                    |
| Почетак           | Трг Републике                 |
| Крај              | Улица цара Душана             |
| Дужина            | 650 m                         |
| Ширина            | 23 m                          |
| Створена          | 1872.                         |
| Названа           | 1930                          |
| Стари називи      | Вршачка и Глумачка, Позоришна |
|                   |                               |
|                   |                               |
|                   |                               |

Француска улица простире се на територији Градске општине Стари град у Београду, од Трга Републике и Народног позоришта до Улице цара Душана.

## Име улице
Француска улица носи назив у част вишевековног пријатељства нашег народа са Француском Републиком, духовним средиштем филозофске, етичке, социјалне и политичке мисли. Од давнина је француски интелектуални живот испуњавала борба против догматизма и тежња ка изградњи друштва владавине разума, а против апсолутизма, привилегија и друштвених предрасуда, на чему је и утемељен образац грађанског парламентаризма ове државе.
Француски универзитети надалеко су познати и цењени широм света, а француска књижевност, уметност и мода доминантни су културни утицаји у Европи и шире. Француски језик цењен је као језик интелектуалних и научних кругова и дипломатије, а прокламовањем начела народности Француска је посредно допринела ослобађању и уједињењу народа.
Први сусрети Француза и Срба дешавају се још за време Првог крсташког рата (XI век), када је кроз Београд пролазио Готије Сан-Савоар и Петар из Амијена. Познато је и француско порекло Јелене, жене краља Уроша I, која је била у родбинским везама са Карлом I и II, напуљским краљевима из династије Анжу.
Политички односи Србије и Француске формализовани су 1838. године када је отворен француски конзулат у Београду, а српски државник Илија Гарашанин у свом програму спољно-политичке акције Србије потенцирао је Француску као политички ослонац и модел. На конгресима великих сила Француска је, у више наврата, подржавала Србију: у Паризу 1856. године, па 1862. након турског бомбардовања, затим 1867. године у контексту решавања градских питања, у моменту када су турски гарнизони напуштали Београд и друге градове. Подршку је Србија добила од Француске и на Берлинском конгресу 1878. године, када је призната независност и проширене територијалне границе тадашње државе.
Такође не треба заборавити и да је први страни инструктор српске војске био француски пуковник Иполит Монден, те да је прву железничку пругу у Србији изградило једно француско друштво. Такође је у низу година Француска држава нашу обезбеђивала замашним зајмовима, као и несебичном помоћи у реорганизацији и преоружавању војске, те санацији разних губитака након ратова. Током повлачења српске војске преко Албаније највећи део српске војске пребацивали су управо француски бродови до Крфа и даље до Солунског фронта. Одатле је скупа са француском војском, српска војска дејствовала ка Западном фронту. Заједничким снагама фронт је пробијен и Централне силе су принуђене на капитулацију. Такође је за време Првог светског рата Француска прихватила бројне избеглице са децом, болесне и рањене из Србије, и заузимањем из француских политичких и културних кругова указано је на значај победа, али и страдања српског народа током рата у целом цивилизованом свету.
После Првог светског рата од Француске је добијен нов велики зајам за консолидовање државних финансија, омогућено је школовање српским студентима на француским универзитетима, а француске хуманитарне организације пружиле су несебичну помоћ нашим грађанима. Француска влада је за страдања у рату одликовала Београд орденом „Легије части”, док је главнокомандујући генерал са Солунског фронта, Франше д’Епере, проглашен за почасног војводу Југословенске војске.
У знак признања за помоћ у најтежим моментима у Београду је подигнут Споменик захвалности Француској, који симболизује „Француску као победницу и заштитницу слабих” (Б. Поповић). 1921. године основано је Друштво пријатеља Француске, а 1925. у југословенским школама приређен „Француски дан”. Између два рата у Београду је радила Француско-српска књижара А. Поповића, а после Другог светског рата отворен је Француски културни центар.
У Универзитетској библиотеци „Светозар Марковић“ у Београду 2015. отворен је Франкофони центар за универзитетску успешност, који је основан уз помоћ донације Универзитетске агенције за Франкофонију (АУФ). Франкофони центар је образовни простор опремљен најсавременијим наставним средствима и опремом, који је отворен за све студенте, наставнике, научнике, истраживаче и друга заинтересована лица, са циљем да се континуирано и стручно ради на ширењу и развоју франкофоне науке и културе, као и на представљању научних и културних достигнућа.

## Историја
Француска улица постоји од 1872. године, а до данас је у неколико наврата мењала име. У прво време, од 1872. до 1896. године, ову улицу су чинила два дела трасе:
- Глумачка улица, која се простирала од Трга Републике до Господар Јевремове улице и
- Вршачка улица, која се простирала од Улице цара Душана доле даље према Дунаву.[3]

Од 1896. године ове две улице су спојене и тако добијена траса добила је нов назив: Позоришна улица. Тако је то остало све до 1930. године, када је име улице промењено у Француска. Данас је, пак, ова првобитна траса подељена, тако да се Француска улица простире од Трга Републике до Улице цара Душана, а у продужетку се ка Дунавској улици даље наставља Улица Жоржа Клемансоа.
Од Трга Републике до Улице цара Душана Француска улица се сече са Улицом браће Југовића, Симином улицом, Господар Јевремовом и Улицом Страхињића Бана. Паралелна са њом простиру се Доситејева улица лево, а десно делом Улица Емилијана Јоксимовића и Скадарска улица.

## Суседне улице
- Доситејева улица
- Скадарска улица
- Улица Емилијана Јосимовића

## Значајни објекти
Амбасада Републике Грчке, Француска 33
Асоцијација медија, Француска 5
БНП - нафта и нафтни деривати, Француска 12
Централни дом војске Србије, Француска 2
Кућа Николе Пашића, Француска 21
Народно позориште Београд, Француска 3
Основна школа Скадарлија, Француска 26
Ресторан Клуб књижевника, Француска 7
Удружење балетских уметника Србије, Француска 3
Удружење грађана Трећи трг, Француска 7
Удружење књижевних преводилаца Србије, Француска 7
Удружење књижевника Србије, Француска 7
Удружење манекена Србије, Француска 5
Удружење оркестарских уметника Србије, Француска 3 

## Градски превоз
Француском улицом саобраћају возила градског саобраћаја на линијама:
24  ДОРЋОЛ (СРЦ МИЛАН МУШКАТИРОВИЋ) - НЕИМАР
26  ДОРЋОЛ /ДУНАВСКА/ - БРАЋЕ ЈЕРКОВИЋ
37  ПАНЧЕВАЧКИ МОСТ /ЖЕЛЕЗНИЧКА СТАНИЦА/ - КНЕЖЕВАЦ
43  ТРГ РЕПУБЛИКЕ - КОТЕЖ
44  ТОПЧИДЕРСКО БРДО (СЕЊАК) - ВИЛИНЕ ВОДЕ - ДУНАВ СТАНИЦА